# Aeroportul Internațional Rodríguez Ballón
Aeroportul Internațional Rodríguez Ballón (IATA: AQP, ICAO: SPQU) este un aeroport din Arequipa, Peru ce deservește zona Arequipa. Aeroportul a fost tranzitat în 2022 de 1.691.716 pasageri.
Situat la o altitudine de 2.562 m, aeroportul dispune de o singură pistă. Este operat de CORPAC⁠(d).